# Иљушин Ил-114
Иљушин Ил-114  је двомоторни руски турбоелисни путнички (транспортни) авион који је пројектован и производи се у фабрици авиона „Авиастар" у Уљановску у Русији и Фабрици авиона у Ташкенту у Узбекистану. Намењени су за кратке и средње линије ваздушног путничког саобраћаја и војним и осталин потребама.

## Пројектовање и развој
Због сталног повећања путника на регионалним (кратке и средње) линијама у Совјетском Савезу половином 80.-тих година 20. века а немогућности да овај повећан број путника превезе авионима Ан-12 који се у то време користио за ту намену, Ан-12 је у то време већ био времешан авион и без обзира на своје квалитете и економићност полако је испадао из саобраћаја због дотрајалости, приступило се изради пројекта авиона са 60 до 70 путничких места за ову намену. Претходно позитивно искуство примене авиона Ил-14 на кратким и Ил-18 на средњим линијама, као и енергетска криза 70.-тих година, утицала је на то да као погонски мотори за овај авион буду изабрани турбо елисни мотори. Повећање брзине путничких авиона је била карактеристика која је ове моторе потиснула из авио саобраћаја између 60. до 80.-тих година, у овом случају то није била одлучујућа карактеристика јер у случајевима када путник више времена утроши до и од аеродрома, него што проведе у авиону разлика у брзини авиона са турбо елисним или турбо млазним моторима постаје безначајна. Тако је настао пројект путничког авиона Иљушин Ил-114.
У складу са спецификацијом министарства саобраћаја овај авион је требало да има следеће карактеристике: капацитет најмање 60 путника или 5,4 t терета на практичном опсегу 1.000 km, брзину од 500 km/h на висини од 6.000 do 7.000 m. Поред тога морао је да слеће на аеродроме различитог квалитета писта као и да узме у обзир разне климатске зоне које обухватају од поларних предела Сибира и Арктика, па до жарких предела скоро до екватора. За поларне услове, дуготрајне патроле морима или границом, праћење риба или кретање санти леда, авион је морао да обезбеди долет од 4.800 km, са 1.500 kg. терета. Анализа потреба је указала да само Аерофлот има потребу за 1.500 примерака ових авиона који би заменили постојеће дотрајале авионе на регионалним линијама као и да обезбеди капацитете за прираст нових путника на овим линијама у блиској будућности.
На основу пројектног захтева, Авијациони комплекс Иљушин, на челу са главним конструктором Г. В. Новожиловим, прихвата се посла и до јула 1987. године направљене су макете авиона. Авион је замишљен као нискокрилни једнокрилац, са трупом кружног попречног пресека пречника 2,86 m, што омогућава смештај 4 седишта у реду ширине 450 mm са централним пролазом између њих. Реп авиона је уобичајене трокраке шеме.
На крилима се налазе два турбоелисна мотора Климов ТВ7-117 развијени у Лењинграду са ниским нивоом буке. Пропелер има шест пераја пречника 3,6 m који се аутоматски регулишу у току лета. Мотор има режим реверзибилне ротације пропелера, чиме је могуће кретање авиона уназад, без потребе тегљача на аеродромима. У циљу постизања што бољих односа тежине и оптерећења на авиону Ил-114 су коришћени нови конструкциони материјали, нове легуре, композитни материјали и неметали.
Кокпит у кабини пилота се састоји од пет екрана у колору за праћење свих параметара лета што омогућава да посада од два пилота безбедно лети у свим метеоролошким условима, преко целог дана и године у свим климатским зонама. Кабина путника је опремљена удобним седиштима, системом за климатизацију, добром изолацијом од буке и аудио-визуелном опремом која обезбеђује удобно и забавно путовање. Стајни трап авиона је класично поуздан Илушинов трицикл са носном ногом и дуплираним точковима што обезбеђује сигурно слетање и полетање са аеродрома различитих квалитета писте.

## Верзије авиона Ил-114
Авион Иљушин Ил-114 се производи у две фабрике у Русији и у Узбекистану. Авион Иљушин Ил-114 је пројектован и прављен превасходно за цивилни транспорт путника али је исто тако нашао и војну примену, и примену у другим областима. Основне варијанте овог авиона су:
- Ил-114 - први производни модел овог авиона.
- Ил-114-100 - први пут полетео 26. јануара 1999. год у Ташкенту. Два турбоелисна мотора PW-127 производње Прат&Витни из Канаде, капацитет 64 путника.
- Ил-114-300 - верзија са моторима ТВ7-117СМ и капацитетом од 52 путника.
- Ил-114-120 - верзија са два турбоелисна мотора PW-127H производње Прат&Витни из Канаде, капацитет 64 путника.
- Ил-114T - транспортна карго верзија, сертификован марта месеца 2001. године.
- Ил-114ФК - Војна верзија авиона намењена аеро фото снимању и за картографију.
- Ил-114П - поморска патролна верзија.
- Ил-140М - поморско патролирање, еколошки мониторинг, претраживање и спашавање.
- Ил-114МП - поморска патролна и бомбардерска верзија.
- Ил-114ПР - верзија авиона опремљена уређајима за електронско извиђање и ратовање.
- Ил-140 - варијанта авиона опремљена радарским системом за праћење тактичке авиације (AWACS)

## Спецификације
| Карактеристика        | Ил–114       | Ил–114-100  | Ил–114–300    | Ил–114Т      |
| --------------------- | ------------ | ----------- | ------------- | ------------ |
| Дужина                | 26,88        | 26,88       | 26,88         | 26,88        |
| Висина                | 9,32         | 9,32        | 9,32          | 9,32         |
| Размах крила          | 30           | 30          | 30            | 30           |
| Површина крила        | 81,90        | 81,90       | 81,90         | 81,90        |
| Тежина празног авиона | 13.700       | 13.700      | 13.700        | 13.200       |
| Максимална тежина     | 23.500       | 23.500      | 23.500        | 23.500       |
| Капацитет (1 класа)   | 64           | 64          | 52            | 0            |
| Посада                | 2            | 2           | 2             | 2            |
| Економска брзина      | 470          | 470         | 470           | 470          |
| Максимална брзина     | 500          | 500         | 500           | 500          |
| Плафон лета           | 7.600        | 7.600       | 7.600         | 7.600        |
| Долет                 | 1.000        | 1.400 km      | 2.100 km        | 1.000        |
| Мотори                | 2 × ТВ7-117С | 2 ×  P&W 127H       | 2 × ТВ7-117СM | 2 × ТВ7-117С |
| Потисак               | 2 × 1900 kW  | 2 × 1972 kW | 2 × 1980 kW   | 2 × 1900 kW  |

## Оперативно коришћење

### Коришћење у свету
Авион Иљушин Ил-114 је пројектован са намером да замени дотрајале турбоелисне авионе на регионалним линијама у земљама бившег Совјетског Савеза. Дешавања везана за распад Совјетског Савеза и градња широкотрупног авиона у Иљушину који је имао предност у односу на Ил-114, криза авио саобраћаја и привреде, довели су до тога да је израда овог авиона недопустиво дуго трајала, тако да будућност овог авиона тек настаје. Први пробни лет је направљен 29. марта 1990. године, у оперативну употребу је укључен 1997. године, до сада је направљено 25 примерака ових авиона.

## Земље које су користиле овај авион
| - Русија - Узбекистан |